# Ética de las máquinas
La ética de las máquinas  (o moral de las máquinas) es la parte de la ética de la inteligencia artificial  que trata el comportamiento moral de los seres con inteligencia artificial. La ética de las máquinas contrasta con la roboética, que se enfoca al comportamiento moral de los humanos mientras diseñan, construyen, usan y tratan a los seres con inteligencia artificial. La ética de las máquinas no debe ser confundida con la ética computacional, la cual se enfoca en el comportamiento profesional en el uso de las computadoras y la información.

## Historia
Antes del siglo 21, la ética de las máquinas no había sido tomada en cuenta fuera de la literatura, debido principalmente a la computación y las limitaciones de la  inteligencia artificial. Estas limitaciones están siendo superadas a través de la ley de Moore y un enfoque renovado en el campo de la inteligencia artificial. La ética de las máquinas se ha vuelto un campo realista desde que las computadoras comenzaron a manejar transacciones médicas y monetarias. El profesor James H. Moor está acreditado por haber acuñado la frase en su paper del 2006 La naturaleza, importancia y dificultad  de la ética de las máquinas, así como por la definición.< el cual se anuncia como “el primer libro en examinar el reto de construir agentes morales artificiales, entrando profundamente en la naturaleza humana de la toma de decisiones y la ética.” Se citaron unas 450 fuentes,  de las cuales, alrededor de 100 abordaron las principales preguntas sobre la ética de las máquinas. Pocas fueron escritas antes del siglo 21, principalmente porque cualquier forma de inteligencia artificial era inexistente.
En 2011, Cambridge University Press publicó una colección de ensayos sobre la ética de las máquinas, editado por Michael y Susan Leigh Anderson, quienes también editaron un número especial sobre el tema en la IEEE Sistemas Inteligentes en 2006.
En 2014, la Oficina de Investigación Naval  estadounidense anunció que distribuiría $ 7.5 millones en convenciones por cinco años a investigadores universitarios para estudiar cuestiones de la ética de las máquinas aplicadas a robots autónomos y Nick Bostrom en su libro Superinteligencia: caminos, peligros, estrategias,elevó la ética de las máquinas como “el más importante… problema que ha enfrentado la humanidad”, además alcanzó el lugar #17 en la lista de los libros de ciencia ficción mejor vendidos del New York Times.
Artículos sobre la ética de las máquinas aparecen regularmente en la revista Ética y Tecnologías de la Información.

## Alcance
Moor distingue entre:
- Agentes de impacto ético, definido como las máquinas que conllevan un impacto ético.
- Agentes éticos implícitos, acciones restringidas para evitar resultados no éticos.
- Agentes éticos explícitos, donde la máquina aplica la ética de la misma manera que una computadora que juega ajedrez.
- Agentes totalmente éticos, permitiendo que los  tres agentes anteriores deriven de la ética de sus desarrolladores

## Enfoque

### Urgencia
En 2009, académicos y técnicos expertos asistieron a una conferencia para discutir sobre el impacto potencial de que las computadoras y robots, hipotéticamente, se vuelvan autosuficientes y capaces de tomar sus propias decisiones. Discutieron sobre la posibilidad y el nivel en el que las computadoras y robots sean capaces de adquirir un nivel de autonomía y a qué grado podrían utilizar dicha habilidad para significar un posible riesgo o amenaza. Notaron que algunas máquinas han adquirido distintas formas de semiautonomía, incluso siendo capaces de encontrar fuentes de energía y de elegir de manera independiente  objetivos para atacar con armas. También encontraron que algunos virus de computadora son capaces de evadir el proceso de eliminación y han alcanzado una "inteligencia de cucaracha." Además señalaron que la autoconciencia, como se muestra en la ciencia ficción es muy poco probable, pero que existen otros riesgos y peligros potenciales.
Algunos expertos y académicos han cuestionado el uso de robots  para combate militar, especialmente cuando a estos robots se les da un grado de funciones autónomas. La Armada de los Estados Unidos ha financiado  un reporte en el que se señala que mientras más complejos se vuelvan los robots militares, debe de haber una mayor atención a las implicaciones de su capacidad para tomar decisiones autónomas. El presidente de la Asociación para el Avance de la Inteligencia Artificial ha encargado un estudio para examinar esta cuestión. Se enfocan hacia programas como el dispositivo de adquisición del lenguaje, que puede emular la interacción humana.

### Algoritmos
Nick Bostrom y Eliezer Yudkowsky han argumentado a favor de los árboles de decisión  (como el ID3) por encima de las redes neuronales y algoritmos genéticos, con la base de que los árboles de decisión obedecen a normas sociales modernas de transparencia y previsibilidad (por ejemplo, stare decisis), mientras que Chris Santos-Lang alega en la dirección opuesta, con la justificación de que se debe permitir cambiar las normas de cualquier época y que el fallo natural satisfaga estas normas, lo cual ha sido esencial en hacer a los humanos menos vulnerables que las máquinas ante los "hackers".

### Entrenamiento e instrucción
En 2009, durante un experimento en el Laboratorio de Sistemas Inteligentes en la Escuela Politécnica Federal de Lausana, en Suiza, robots que fueron programados para cooperar entre sí en la búsqueda de un recurso beneficioso y evitando uno dañino, eventualmente aprendieron a mentir entre ellos, con el fin de obtener el recurso que buscaban.

Un problema en este caso puede haber sido que los objetivos eran terminales (es decir, en comparación, los motivos humanos tienen una calidad de que requieren un aprendizaje continuo). Los robots fueron agrupados en clanes y se utilizó el código genético digital de los miembros exitosos para la próxima generación. Después de 50 generaciones sucesivas, un miembro de los clanes descubrió cómo indicar la comida en vez del veneno. Además, hubo robots que señalaban el peligro y morían por salvar a otros. Estas adaptaciones pueden haber sido el resultado del código genético de sus creadores humanos.

## Implicaciones éticas
En Moral Machines: Teaching Robots Right from Wrong, Wendell Wallach y Colin Allen concluyen que los intentos de enseñar a los robots la diferencia entre el bien y el mal, nos ayudará a avanzar en el entendimiento de la ética humana, motivando a los humanos para acortar la brecha en la teoría normativa moderna y brindando una plataforma para la investigación experimental. Al diseñar algoritmos morales, los investigadores se ven obligados a articular de manera explícita los principios éticos subyacentes. La búsqueda de los principios éticos universales nos hace reflexionar sobre las teorías morales y la influencia de factores históricos y culturales en nuestras decisiones. Esta aproximación multidisciplinar fomenta el diálogo más profundo sobre cuestiones éticas fundamentales.
En este sentido, la tarea de diseñar máquinas implica resolver problemas técnicos y abordar las implicaciones sociales y políticas de estas tecnologías. Hans Jonas comentaba en su Ensayo de una ética para la civilización tecnológica de 1979: 

"El principio ético fundamental del progreso tecnológico debería ser actuar de tal manera que sus efectos no destruyan la posibilidad de una vida auténtica en el futuro".
Jonas, H. (1979) El principio de responsabilidad: Ensayo de una ética para la civilización tecnológica. Taurus.

Uno de los peligros más destacados es la perpetuación de sesgos en los sistemas de inteligencia artificial. Estos sesgos invisibles en la programación inicial se deben principalmente a datos históricos cargados de prejuicios sociales y a las decisiones tomadas por diseñadores. Un estudio realizado en 2016 por la agencia de noticias independiente ProPublica  demostró que ciertos algoritmos utilizados en sistemas de justicia penal, como COMPAS, tiende a sobreestimar la probabilidad de reincidencias en individuos de minorías raciales. Estas deficiencias técnicas cuestionan la eficacia de la tecnología y conllevan repercusiones éticas al reforzar la discriminación.
Más allá de los sesgos, los peligros asociados con la autonomía creciente de las máquinas incluyen la falta de responsabilidad en caso de fallos o decisiones controvertidas. Además, el uso de inteligencia artificial en la vigilancia masiva plantea preguntas sobre privacidad, control estatal y la erosión de derechos fundamentales. Esto ha desatado debates globales sobre los límites de la intrusión tecnológica en la vida de las personas.

## Aproximaciones
Se han hecho varios intentos para hacer la ética, computable o al menos formal. Mientras que las tres leyes de la robótica de Isaac Asimov, usualmente no son consideradas como adecuadas para funcionar como agente moral artificial, además, se ha estudiado que el imperativo categórico de Kant sí puede ser utilizado. Sin embargo, se ha señalado que los valores humanos son muy complejos en algunos aspectos. Una manera de superar esta dificultad es recibir los valores directamente de las personas a través de un mecanismo, por ejemplo, aprendiéndolos.

 Otro enfoque es basar las consideraciones éticas actuales en situaciones similares pasadas. A esto se le llama casuística y puede implementarse a través de la investigación en Internet. El consenso de millones puede llevar a una decisión que depende de la democracia.
Un experimento mental se centra en Genie Golem, con poderes ilimitados y  se presenta él mismo ante el lector. Genie afirma que volverá en 50 años y exige que se le entregue un conjunto definido de valores morales. El propósito de este experimento  es iniciar un discurso sobre la mejor la manera  de definir la ética para que sea entendible para las computadoras.

## La ética de las máquinas en la ficción
En 1950, Isaac Asimov trató el asunto en su libro Yo, Robot.  Ante la insistencia de su editor John W. Campbell Jr., propuso las tres leyes de la robótica para regir los sistemas de inteligencia artificial. Gran parte de su trabajo se dedicó entonces, a probar los límites de sus tres leyes, para así poder encontrar en dónde fallarían o dónde se comportarían de manera paradójica o imprevista. Su trabajo sugiere que no hay un conjunto de leyes establecidas que puedan anticiparse a todas las circunstancias.

## Áreas relacionados
- Bioética
- Teoría computacional de la mente
- Filosofía de la mente

## Otras lecturas
- Anderson, Michael; Anderson, Susan Leigh, eds (July/August 2006). "Special Issue on Machine Ethics". IEEE Intelligent Systems 21 (4): 10-63.
- Bendel, Oliver (December 11, 2013). Considerations about the Relationship between Animal and Machine Ethics. AI & SOCIETY, DOI 10.1007/s00146-013-0526-3.
- Dabringer, Gerhard, ed. (2010). "Ethical and Legal Aspects of Unmanned Systems. Interviews". Austrian Ministry of Defence and Sports, Vienna 2010, ISBN 978-3-902761-04-0.
- Gardner, A. (1987). An Artificial Approach to Legal Reasoning. Cambridge, MA: MIT Press.
- Georges, T. M. (2003). Digital Soul: Intelligent Machines and Human Values. Cambridge, MA: Westview Press.
- Singer, P.W. (December 29, 2009). Wired for War: The Robotics Revolution and Conflict in the 21st Century: Penguin.